# Joséphin Soulary
Joseph Marie Soulary, dit Joséphin Soulary, né le 23 février 1815 à Lyon et mort le 28 mars 1891 dans la même ville, est un poète français.

## Biographie
Joseph Marie Soulary est le fils de Jean Baptiste Soulary, fabricant de velours d'origine génoise. Son enfance est difficile, rejeté par ses parents dès sa naissance, les placements se succèdent. Il exerce des petits métiers et il écrit de la poésie.
En 1833, il est engagé dans le 48e régiment de ligne et sert cinq ans sous les drapeaux. 
En 1839, il est employé de bureau à la préfecture, sous la protection du préfet Hippolyte-Paul Jaÿr qui apprécie sa poésie. Il gravit les échelons, devient chef de bureau et travaille vingt-sept ans à la préfecture.
En 1868, il est conservateur à la Bibliothèque du Palais des arts. Il devient inspecteur général de toutes les bibliothèques de Lyon. 
Il poursuit une double carrière administrative et littéraire. Ce qui lui vaut d'être décoré Chevalier de la Légion d'honneur le 31 octobre 1864, et du grade de chevalier des Saint-Maurice-et-Lazare d'Italie le 28 avril 1864.
Il meurt dans sa maison à Lyon, des suites d'une pneumonie, le 28 mars 1891. Les Lyonnais, qui l'apprécient beaucoup, lui organisent de grandes funérailles. Son hommage, prononcé par Henry Morin-Pons, est publié dans Le Progrès Illustré n°16 ,.

## Œuvres
Ses Œuvres poétiques sont rassemblées en trois volumes chez l'éditeur Lemerre en 1887. 
- À travers champs (1837)
- Les Cinq cordes du luth (1838)
- Les Éphémères (deux séries, 1846 et 1857)
- Sonnets humoristiques (1858).
- Les Figulines (1862)
- Les Diables bleus (1870)
- Pendant l'invasion (1871)
- Joli mois de Mai (1871)
- La chasse aux mouches d'or (1876)
- Les Rimes ironiques (1877)
- Jeux divins (1882),
- Promenade autour d'un tiroir (1886)

et deux comédies :
- Un grand homme qu'on attend (1879)
- La Lune rousse (1879)

Il reçoit deux fois le prix Vitet de l'Académie française, en 1878, puis à titre posthume en 1891 pour l'ensemble de son œuvre poétique.

## Sociétés savantes
- Il est élu le 2 décembre 1879 à l'Académie des sciences, belles-lettres et arts de Lyon[5][8].
- Il fait partie d'une société des félibres lyonnais : Escolo de la sedo / École de la soie[9].
- De 1842 à 1845, il est membre de la Société littéraire, historique et archéologique de Lyon[10].

## Postérité

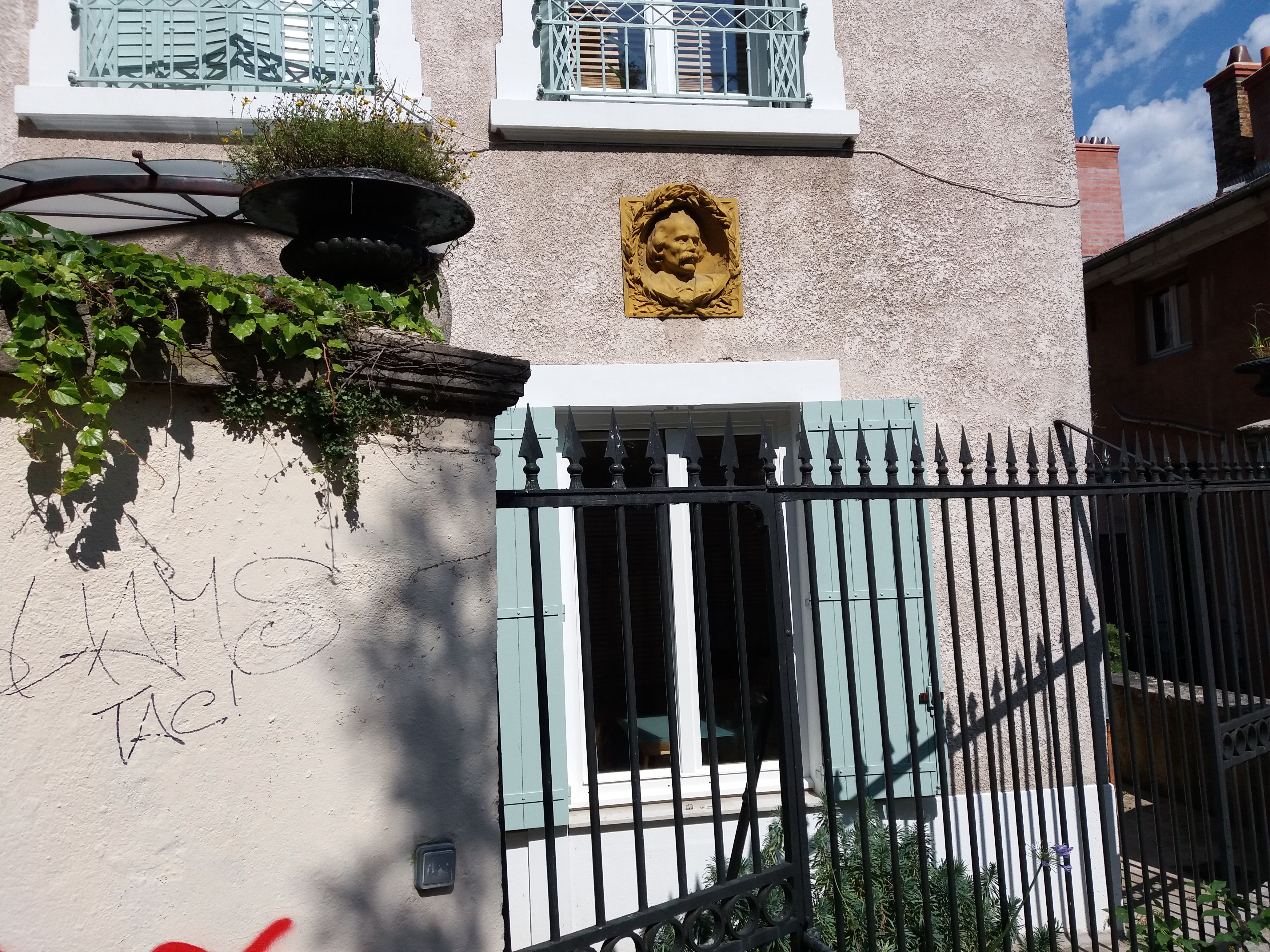
31 rue Joséphin Soulary à Lyon 4e

La rue Joséphin-Soulary est située dans le quatrième arrondissement du quartier de la Croix-Rousse à Lyon. Un médaillon posé le 18 août 1891 représente Soulary, il se trouve sur la maison du n°31 où le poète a vécu.
Au cimetière de la Croix-Rousse, sur sa tombe son buste en bronze est l’œuvre du sculpteur Charles Textor.
Au Musée des Beaux-Arts de Lyon, se trouve un autre buste de Soulary également par Charles Textor.

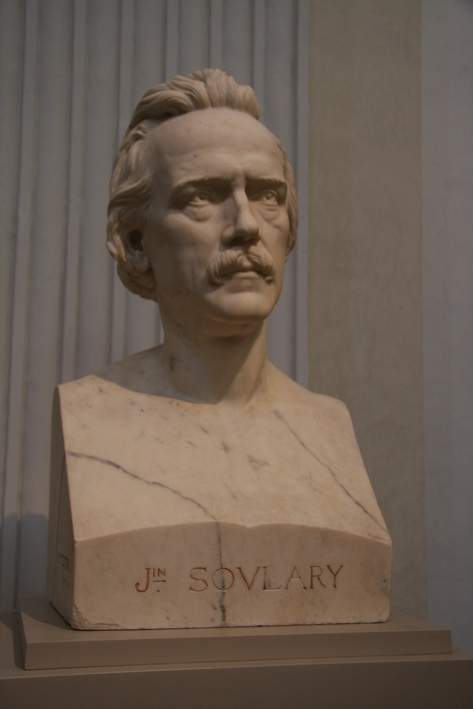
Buste de Soulary par Charles Textor, MBA Lyon

La phrase finale de son poème Rêves ambitieux : « Tout bonheur que la main n'atteint pas n'est qu'un rêve ! » a été reprise presque à l'identique par Jacques Higelin pour sa chanson « Tout bonheur que la main n'atteint pas n'est qu'un leurre. »